# Arkha
Arkha – gaun wikas samiti w zachodniej części Nepalu w strefie Rapti w dystrykcie Pyuthan. Według nepalskiego spisu powszechnego z 2001 roku liczył on 792 gospodarstw domowych i 4493 mieszkańców (2452 kobiet i 2041 mężczyzn).